# Plácido Álvarez-Buylla Lozana
Plácido Álvarez-Buylla Lozana (Oviedo, 5 de abril de 1885 - París, 10 de agosto de 1938) fue un diplomático y político español, ministro de Industria y Comercio en 1936.

## Biografía
De joven practica el fútbol jugando en un equipo de su ciudad natal. En 1906 se traslada a Madrid por estudios y ficha por el Madrid FC. El 1907 se produce una escisión en el conjunto blanco e ingresa en el Club Español de Madrid, donde juega hasta finales de 1911. Ese año ficha por el RCD Español de Barcelona.
Se licenció en derecho en la Universidad de Oviedo y se doctoró en Madrid. En 1916 ingresó en el cuerpo diplomático y sirvió como representante en diversas naciones. 
En 1924 fue nombrado por la Santa Sede comendador de la Orden de San Gregorio Magno. En 1933 fue nombrado director general de Marruecos y colonias. 
Al ganar el Frente Popular las elecciones de febrero de 1936 fue elegido como ministro de Industria y Comercio, cargo que ocupó hasta el 4 de septiembre de ese mismo año, cuando se formó el primer gobierno de Largo Caballero. Después de eso fue nombrado cónsul general de la República en Gibraltar, cargo que ocupó hasta el 20 de febrero de 1938 cuando fue destinado a París.